# Unterer Bach vom Schloßberg
Der untere Bach vom Schloßberg ist ein nicht ganz einen Kilometer langer, linker Zufluss des Beerbachs im hessischen Landkreis Darmstadt-Dieburg.

## Geographie

### Verlauf
Die Quelle des unteren Bachs vom Schloßberg liegt am Osthang des Schloßberges. Er verläuft überwiegend ostwärts im Vorderen Odenwald und im Naturpark Bergstraße-Odenwald. Zwischen der Waldmühle und der Zeh-Mühle mündet der Bach nach 0,8 km Lauf von links und Westen in den Beerbach.

## Etymologie
Seinen Namen erhielt der Bach nach dem Schloßberg.